# Urophora stylata
Urophora stylata är en tvåvingeart som först beskrevs av Fabricius 1775.  Urophora stylata ingår i släktet Urophora och familjen borrflugor. Arten är reproducerande i Sverige. Inga underarter finns listade i Catalogue of Life.

## Bildgalleri

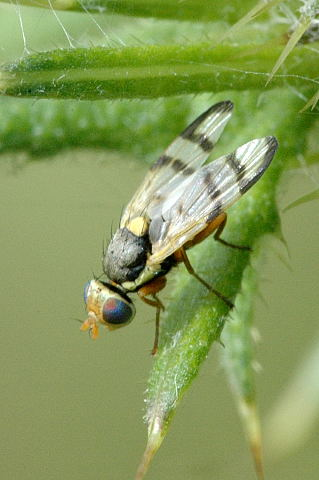
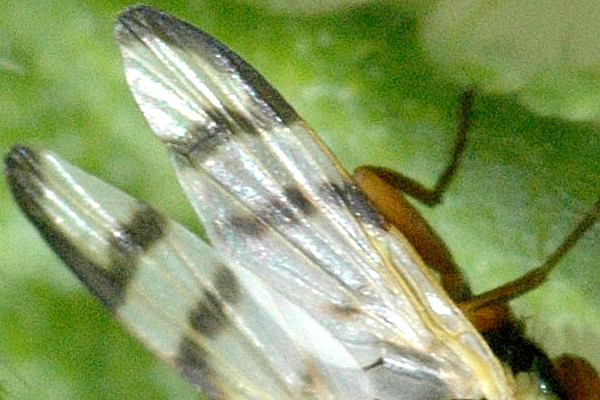
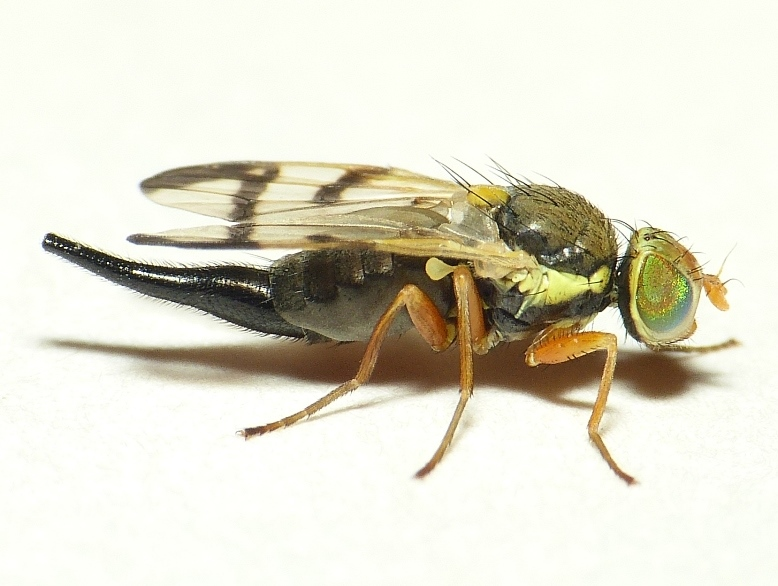
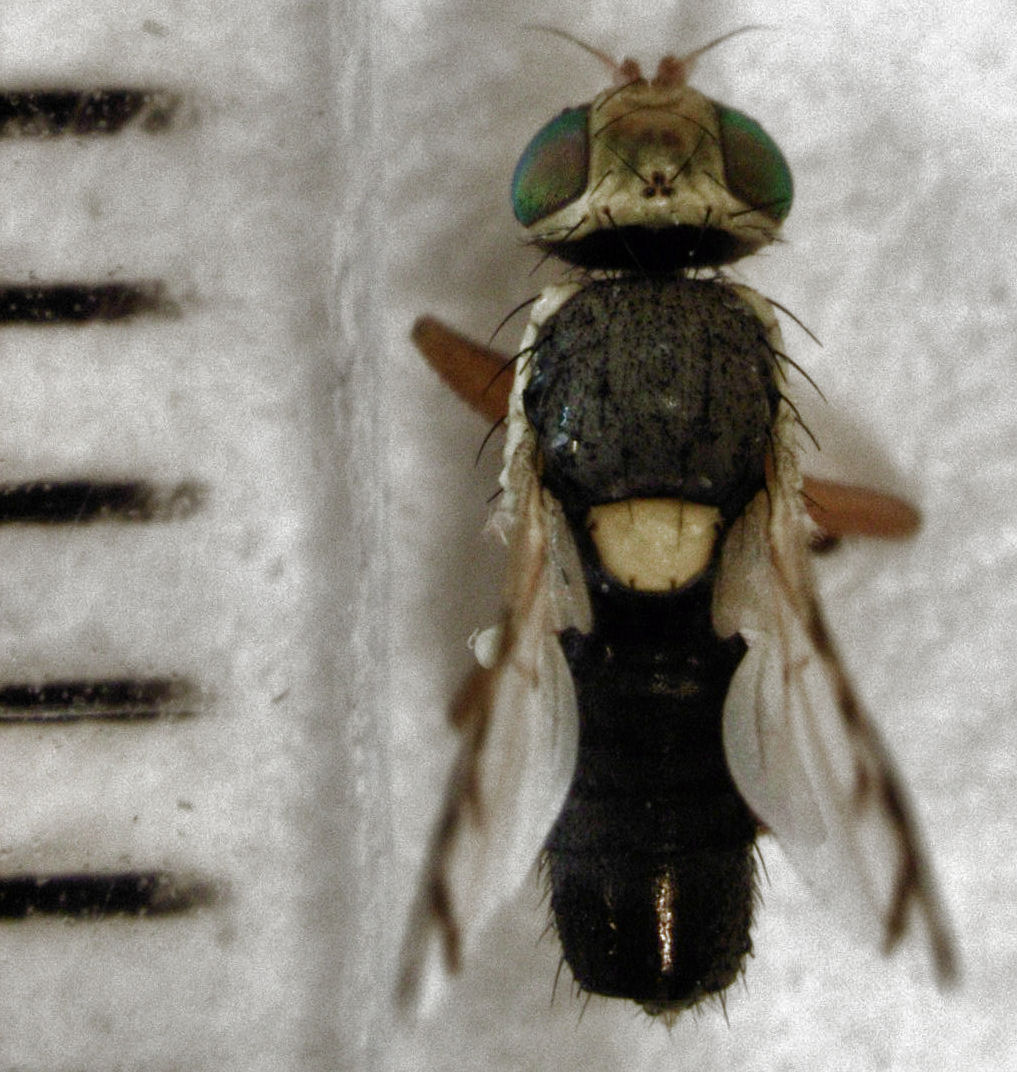
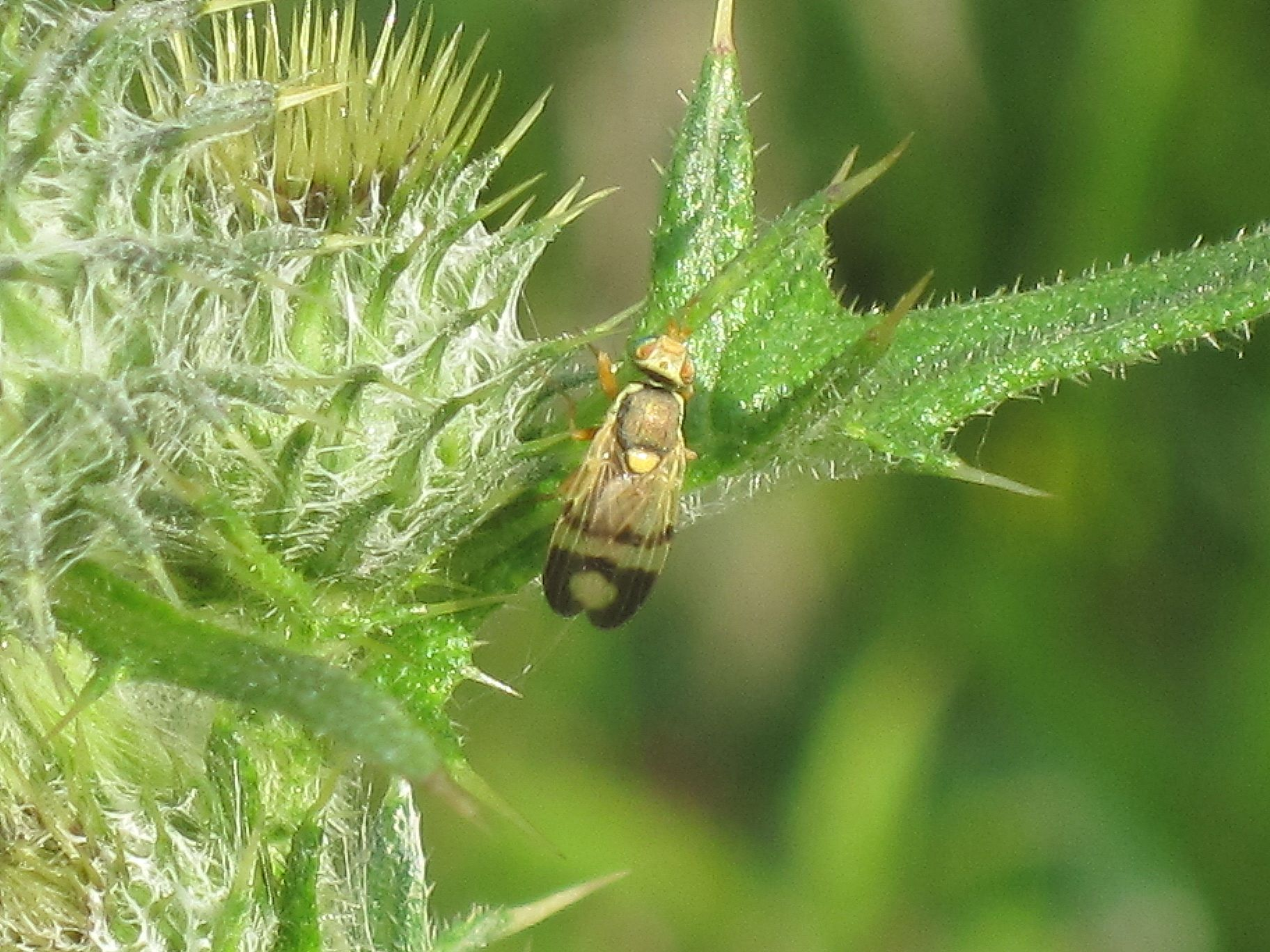
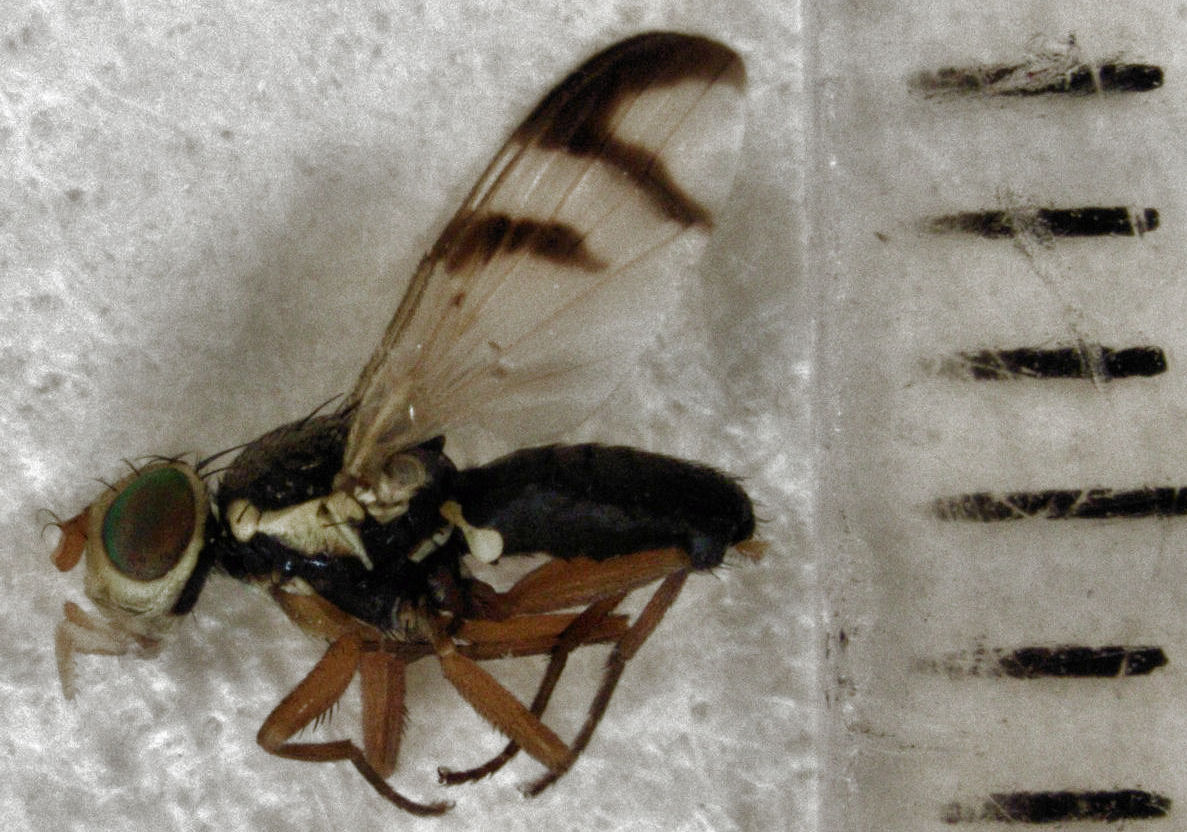